# Suzanne de Court

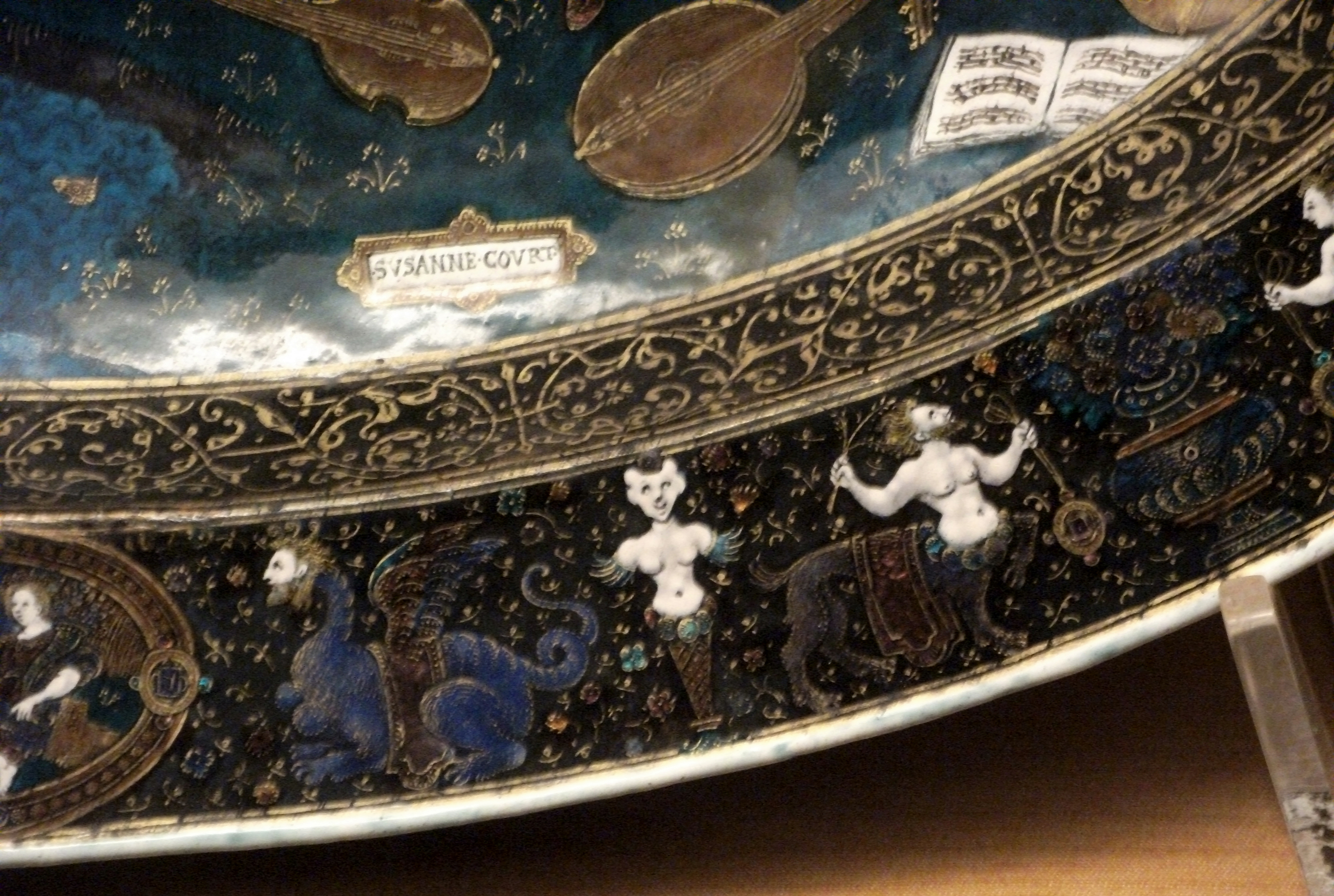
Firma su un piatto nel Waddesdon Bequest, British Museum

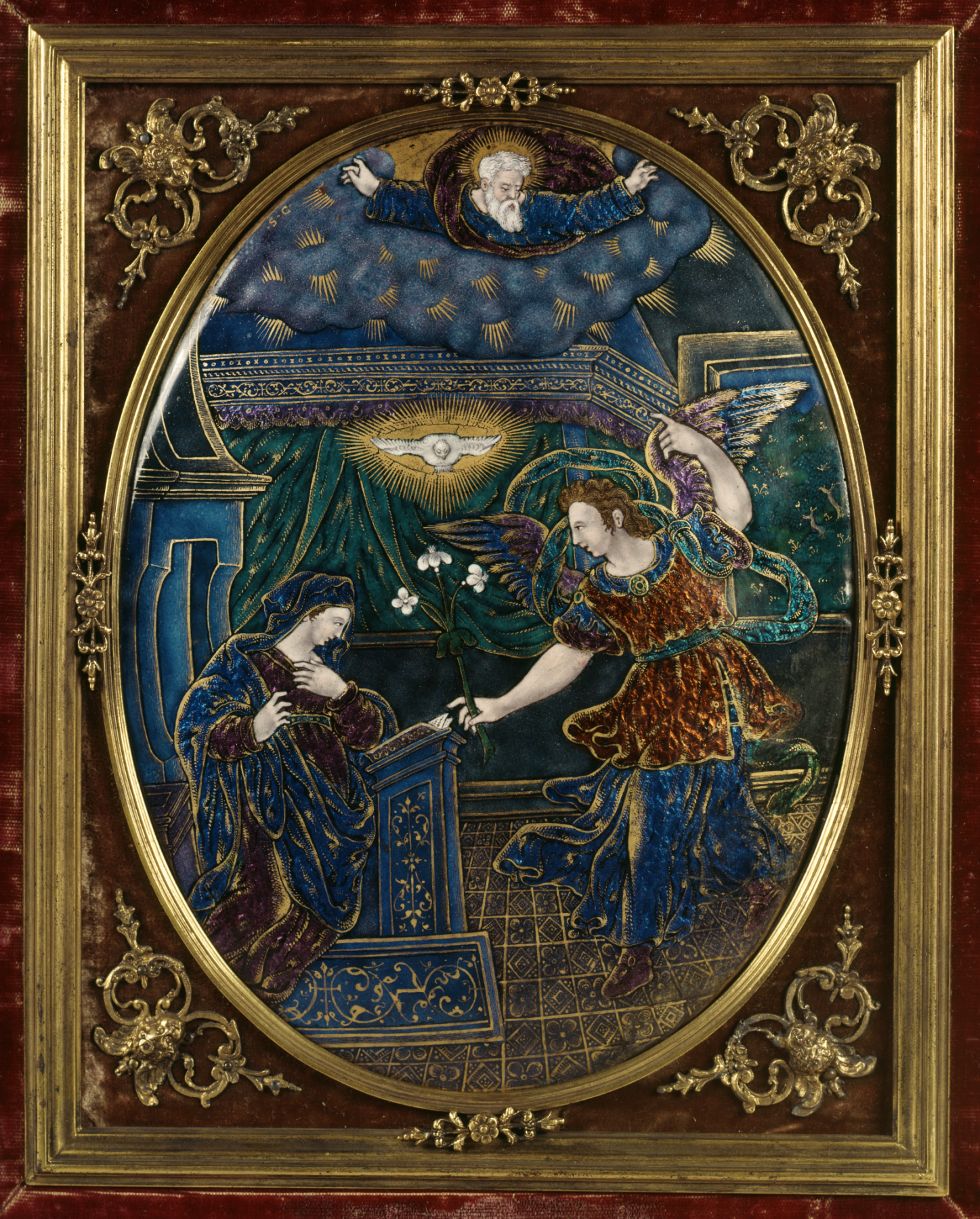
Placca ovale con l'Annunciazione, Walters Art Museum

Suzanne de Court (fl. XVI-XVII secolo) è stata una pittrice francese di smalto di Limoges attiva a cavallo del XVI e XVII secolo.

## Biografia
Probabilmente gestì un laboratorio di una certa dimensione producendo pezzi di altissima qualità. Era l'unica donna identificabile a firmare pezzi di smalto di Limoges, anche se questo poteva essere nella sua qualità di proprietaria del laboratorio. Solo un'altra pittrice di smalto è registrata nello stesso periodo. Nessuna delle sue opere è datata, ma si ritiene che sia stata attiva (al massimo) tra il 1575 e il 1625, in particolare intorno al 1600, ed era, molto probabilmente, la figlia di Jean de Court (fl. 1550-1600), esponente di una dinastia di pittori di Limoges.

La dinastia de Court di pittori di smalto gestiva un laboratorio che realizzò smalto di Limoges per diverse generazioni a Limoges, nel sud-ovest della Francia. Molti di loro, erano Ugonotti, il che potrebbe spiegare il motivo per cui non c'è traccia di lei nei registri della chiesa. L'unico documento noto che la menzionava scomparve nel XIX secolo. Suzanne era un nome comune tra gli ugonotti. Non è chiaro se fosse una de Court per nascita o matrimonio. Spesso i pezzi portano solo "S.C.", ma a volte il suo nome completo. Le sue forme di firma includono: "SUSANNE COURT, SUSANNE DE COURT, SC o SDC", di solito sul fronte dei pezzi. Secondo il British Museum, era "rinomata per il lavoro con smalti traslucidi su lamina e disegno, specializzata in scene laiche, solitamente mitologiche".

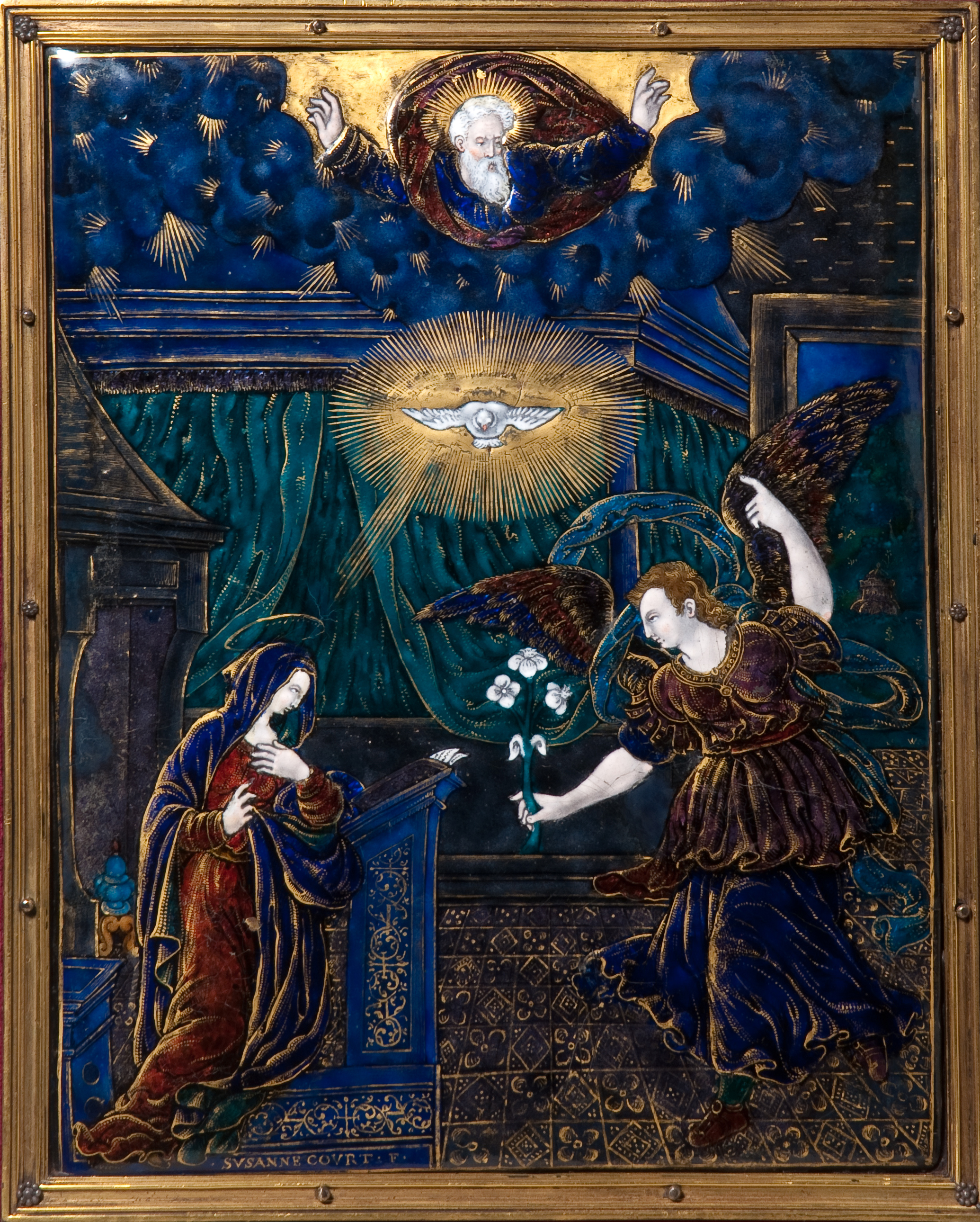
Suzanne de Court, Placque depicting The Annunciation, c. 1600 at Waddesdon Manor

The scenes she painted were often copied from Italian prints, where religious series were widespread in both print and in enamel. This meant the proliferation of religious scenes across Europe intensified and became a prominent part of popular culture, demonstrated on contemporary plaques. As enamellers made the plaques smaller, a response to the decline in royal and noble patronage in the 17th century, historians such as Michaela Daborn (2015) question how du Court's scenes would have been displayed. 
Non è chiaro in che modo tali placche venivano visualizzate. Gli inventari indicano che potrebbero essere state appese in cornici che contenevano diverse placche di vari argomenti, o che erano conservate in armadi o scrivanie (Beyssi- Cassan, 2006, pp. 251-252).
Il lavoro di Susanne de Court è caratterizzato da diverse tonalità di blu e verde con sfumature color carne con una delicata tecnica pittorica. Il suo lavoro è in diversi musei francesi, e la maggior parte delle altre importanti collezioni di smalto di Limoges al British Museum, alla Waddesdon Manor, alla Frick Collection, al Princeton University Art Museum, al Metropolitan Museum of Art a New York e al Walters Art Museum di Baltimora.